# 三橋未来
三橋 未来（みつはし みき、1996年3月2日 - ）は、東京都出身のハンドボール選手。日本ハンドボールリーグのイズミメイプルレッズ所属。

## 経歴
東京女子体育大学時代は2014年に第5回女子ユース世界選手権の日本代表U-18に選ばれた。
2015年は第13回女子ジュニアアジア選手権の日本代表U-20に選出。
2016年は関東学生ハンドボール・春季リーグで特別賞を受賞。7月には第20回女子ジュニア世界選手権の日本代表U-20に選ばれた。
2017年は春季リーグで4季連続優勝に貢献し、最優秀選手賞を受賞。秋季リーグでは優秀選手賞を受賞した。
2018年1月に日本ハンドボールリーグの広島メイプルレッズへ加入。

## 詳細情報

### 年度別成績
| 年       | チーム   | 試合 | フィールド 得点 | 率    | 7m  | 合計  | 警告 | 退場 | 失格 |
| -------- | -------- | ---- | --------------- | ----- | --- | ----- | ---- | ---- | ---- |
| 2017-18  | 広島     | 4    | 1/1             | 1.000 | 0/0 | 1/1   | 0    | 0    | 0    |
| 2018-19  | 広島     | 24   | 26/37           | .703  | 0/0 | 26/37 | 3    | 0    | 0    |
| JHL：2年 | JHL：2年 | 28   | 27/38           | .711  | 0/0 | 27/38 | 3    | 0    | 0    |

- 各年度の太字はリーグ最高

### JHLプレーオフ
| 年      | チーム | 試合                                                  | フィールド 得点 | 率   | 7m  | 合計 | 警告 | 退場 | 失格 |
| ------- | ------ | ----------------------------------------------------- | --------------- | ---- | --- | ---- | ---- | ---- | ---- |
| 2017-18 | 広島   | ソニーセミコンダクタマニュファクチャリング戦 (準決勝) | 0/0             | -    | 0/0 | 0/0  | 0    | 0    | 0    |
| 2017-18 | 広島   | 北國銀行戦 (決勝)                                     | 0/0             | -    | 0/0 | 0/0  | 0    | 0    | 0    |
| 2018-19 | 広島   | オムロン戦 (準決勝)                                   | 1/2             | .500 | 0/0 | 1/2  | 0    | 0    | 0    |

### 記録

#### 日本ハンドボールリーグ
- フィールドゴール初得点：2018年3月1日、対HC名古屋戦（ブラザー体育館）[8]

### 背番号
- 17 (2018年 - )

## 代表歴

### 日本代表U-20
- ジュニア世界選手権 (2016年)
- ジュニアアジア選手権 (2015年)

### 日本代表U-18
- ユース世界選手権 (2014年)